# Ukonselkä (del av en sjö i Norra Karelen)
Ukonselkä är en del av en sjö i Finland.   Den ligger i landskapet Norra Karelen, i den sydöstra delen av landet, 300 km nordost om huvudstaden Helsingfors. Ukonselkä ligger 61 meter över havet.